# Ágrip af Nóregskonungasögum

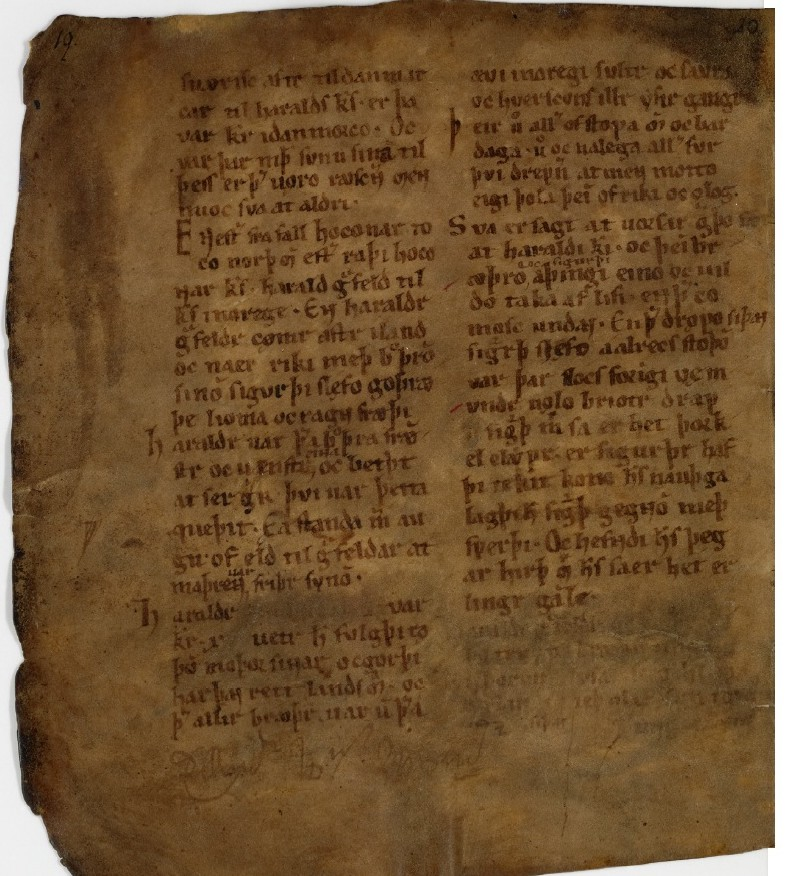
Una pàgina dÁgrip AM 325 II 4t., foli 5v

Ágrip af Nóregskonungasögum o simplement Ágrip és un dels escrits sinòptics noruecs de les sagues reials, escrit en nòrdic antic. És una història resumida sobre els reis noruecs. Els texts conservats comencen amb la mort de Halfdan el Negre i acaben amb l'ascensió al tron d'Inge I de Noruega, però en sembla que l'original podria abastar un període molt més extens, fins al regnat de Sverri I. La narrativa i el vocabulari suggereix que fou compost per un escriptor noruec desconegut, cap a 1190. L'únic manuscrit que en sobreviu és islandés de la primera meitat del XIII. El document conté quatre seccions de pergamins, n'hi havia una cinquena, considerada perduda. El primer full també es va perdre, per això se'n desconeix el nom. Ágrip af Nóregskonungasögum (Una sinopsi de les sagues reials de Noruega) s'emprà per primera vegada en l'edició de 1835.
Ágrip es compara sovint amb dues obres també sinòptiques del mateix període: Historia Norwegie i el text de Theodoricus Monachus, que fou el primer llibre escrit en llengua vernacla. Ágrip és també el primer llibre de les sagues reials que inclou poesia escàldica en el text. La narrativa és breu i molt més detallada que les sagues posteriors dels darrers reis, com Fagrskinna i Heimskringla. La història és molt detallada en descripcions de fets i emplaçaments a la zona de Trøndelag i la ciutat de Trondheim. Al costat de factors lingüístics, tot apunta que el text es compongué a Trondheim.
Ágrip es traduí al danés al 1834, en llatí al 1835, alemany al 1929, noruec Nynorsk al 1936 i anglés al 1995.